# Cascina Carpana
La Cascina Carpana è una cascina ottocentesca di Milano sita all'interno del parco Porto di Mare, nel Municipio 4.

## Storia
Cascina costruita nei primi del 1800 nel territorio di Nosedo, si trova di fronte alla Cascina Grande e a breve distanza dalla Cascina Nosedo da cui prende il nome il quartiere. Assume la forma attuale solo nel 1888 e nel 2004 viene identificata dalla Direzione Regionale per i Beni Culturali e Paesaggistici della Lombardia come bene d'interesse storico-artistico regionale.
Nel 2022 la struttura viene concessa dal comune di Milano per novant'anni alle associazioni SVS e CADMI per la costruzione di una casa-rifugio per le donne maltrattate.

## Architettura
È un elegante complesso rurale a corte chiusa, situato nella campagna a sud del capoluogo. L'edificio principale, disposto perpendicolarmente alla strada, ha una pianta a "T" e si sviluppa su due piani: al centro presenta un porticato con cinque archi a tutto sesto sostenuti da robusti pilastri in mattoni, con una composizione simmetrica e regolare. Gli altri edifici, porticati e non, formano un insieme armonioso lungo il perimetro, creando una struttura chiusa. Le costruzioni condividono materiali e tecniche tradizionali: muri portanti e pilastri in mattoni pieni, solai e tetti in legno con capriate.